# Nintendo DS
Nintendo DS (abreviatura de Dual Screen, de l'anglès «pantalla dual» o, segons Satoru Iwata, president de Nintendo, abreviatura de Developer's System, de l'anglès «la consola dels desenvolupadors»). Segons Nintendo, és una tercera línia de productes i no es tracta de la successora tecnològica de Game Boy Advance. El nom d'aquesta consola acostuma a abreviar-se a "NDS" o senzillament "DS". És oficialment la videoconsola més venuda de la història i la videoconsola portàtil més venuda en l'actualitat a tot el món (amb més de 150 milions de sistemes venuts, davant els prop de 70 milions de la competència, PSP) i també la que més ràpid ha aconseguit superar el milió d'unitats venudes de la història dels videojocs.
Aquesta consola va néixer de la filosofia de Nintendo basada en la innovació o, com la pròpia 
empresa l'anomena, "expansió". Lluny de centrar-se en una simple evolució gràfica, en oferir una vegada més el mateix però amb millor qualitat visual, van optar per afegir característiques que fessin de la seva nova consola quelcom totalment nou i únic, que expandís l'experiència jugable i que permetés que el jugador deixés de jugar només amb els sentits de la vista i l'oïda, que pogués interaccionar i sentir els jocs.
Dues pantalles que permeten dos punts de vista d'un mateix lloc, accedir a mapes i menús de manera ràpida i fàcil, etc.
Una pantalla tàctil que permet interaccionar amb l'entorn del joc, prémer interruptors amb el dit, treure la pols d'un llibre, escriure amb un llapis òptic, fer carícies, esquinçar, gratar, fregar, etc.. Un micròfon que reconeix la veu mitjançant el qual el jugador pot donar ordres als jocs, interaccionar amb els personatges, bufar per inflar un globus, fer-li el boca a boca a un personatge ferit o fins i tot xatejar amb algú que sigui a l'altre extrem del món mitjançant la connexió sense fils a internet Nintendo Wi-Fi Connection i moltes d'altres opcions que han fet d'aquesta portàtil la líder de vendes i la que major quantitat i varietat de jocs posseeix actualment.

## Característiques Tècniques
- Dos processadors:
  - Un ARM7 treballant a 33MHz 36.3 MIPS aprox
  - Un ARM9 treballant a 67MHz 77.3 MIPS
- Com mitjà d'emmagatzematge de dades, empra un format propi de memoria flash de 128 MB de capacitat, encara que s'ha anunciat que n'hi haurà versions de més capacitat.
- Un portal per cartutxos de Gameboy que permet ésser compatible amb tots els jocs de Gameboy Advance (més de 800 joc, segons dades publicades el 2006), però no amb els de la GameBoy clàssica i GameBoy Color, ja que no compta amb processador Z80 d'aquestes últimes. Tot i això, s'ha establert que la funció primària del portal serà d'expansió de les capacitats de Nintendo DS (com es va fer llavors amb el xip FX per SNES), o expansions de jocs en forma de cartutxos de GameBoy. També existeix la possibilitat de reproduir àudio (mp3) i vídeo (mpeg4) mitjançant un adaptador de Nintendo anomenat Play-yan.
- Bateria de liti recarregable amb durada mínima de 10 hores, amb les dues pantalles retroil·luminades i en ple rendiment. El nombre d'hores es multipliquen apagant la il·luminació quan sigui innecessària o es redueixi si es juga en el mode WiFi.
- Opcions de multijugador sense fils (gràcies al WiFi, un protocol especial per DS, propietat de Nintendo, que permet connectar fins a 16 equips entre si a una distància superior als 30 m), funció de xat integrada i cercador de rivals en un radi d'acció (només en alguns jocs). Una de les característiques que DS té al seu favor referent al servei multijugador es refereix al fet que només n'hi ha prou amb un joc perquè diverses persones puguin gaudir alhora (amb una sola targeta de Mario Kart, per exemple, n'hi ha prou perquè fins a 8 persones puguin jugar simultàniament).
- Un port de comunicació sense fils sota l'estàndard IEEE 802.11b (Wi-Fi)
- Joc en línia. Mitjançant la Nintendo Wi-Fi Connection els usuaris de Nintendo DS amb aquells jocs que tinguin aquesta capacitat, podran jugar-hi contra contrincants de tot el món gràcies a les capacitats sense fils de Nintendo DS i el Servei Game-Spy de IGN, totalment de franc, sense haver de pagar el jugador cap mena de quota. El servei fou posat en venda el 14 de novembre i el primer joc a ocupar el Nintendo WiFi Connection va ser Mario Kart DS. Els següents jocs llançats per aquest servei foren Animal Crossing: Wild World i Metroid Prime Hunters seguits per una llista de més de 35 jocs previstos pel 2007 que inclouen sèries de Square-Enix com Final Fantasy i moltes d'altres franquícies Konami, Capcom, EA, SEGA, Namco, Activision, Bandai,... Nintendo també va posar en venda Nintendo Wi-Fi USB Connector que és un adaptador Wi-Fi per a ordinador i que no depèn d'Hotspots amb connexió sense fils oberta (restaurants, cafès, aeroports, estacions de tren, etc.). Nintendo ha signat, a més, acords amb Telefònica i Ya.com a Espanya perquè els seus routers sense fils i els seus hotspots públics siguin compatibles de manera gratuïta amb la connexió de DS.

També hi ha disponible un navegador web, desenvolupat per Opera Software, amb dues versions, una per a la primera i segona versió de la consola i una altra per a la més nova, la DSi.
Interfície d'usuari:
- Sis botons (2 dels quals són laterals), un pad direccional i dos botons selectors (A,B,X,Y -R,L- ▲, ▼,◀, ► -on/off,Select,Start)
- Dues pantalles de cristall líquid. La inferior és sensible al tacte i compta amb una pel·lícula protectora de manera d'ordinador de butxaca. Gràcies a aquesta pantalla el jugador pot prémer interruptors, fregar, esquinçar, empènyer o llançar objectes amb els seus propis dits o amb l'ajut òptic inclòs amb la consola.
- Compta amb un micròfon integrat que explota el control bocal en jocs com Nintendogs o Wario Ware Touched!

## Dimensions
Pesa al voltant de 275 grams, mesura 14,8 cm x 8,4 cm x 2,8 cm, la mida és similar al de Game Boy Advance. Té la forma de Game Boy Advance SP.

## Els 10 jocs més venuts[Quan?]
- 1. New Super Mario Bros.: 30,80 milions
- 2. Nintendogs: 23,96 milions
- 3. Mario Kart DS: 23,60 milions
- 4. Brain Training: 19,01 milions
- 5. Pokemon Diamant i Perla: 17,67 milions
- 6. Pokemon Blanc i Negre: 15,64 milions
- 7. More Brain Training: 14,88 milions
- 8. Pokemon Or i Plata: 12,72 milions
- 9. Animal Crossing: Wild World: 11,75 milions
- 10. Super Mario 64 DS: 11,06 milions

## Jocs destacats
- The Legend of Zelda: Phantom Hourglass
- New Super Mario Bros.
- Metroid Prime Pinball
- Els Sims 2
- Harry Potter and The Goblet of Fire
- Zoo Tycoon DS
- Yu-Gi-Oh! Nightmare Troubadour
- Tony Hawk's American wasteland
- Burnout Legends DS
- Need for Speed Most Wanted DS
- Mario Kart DS
- Sonic Rush
- The Chronicles of Narnia
- Harvest Moon DS Harest Sprites Station DS
- Mario & Luigi: Partners in Time
- Viewtiful Joe: Double Trouble
- Prince of Persia DS
- Age of Empires 2 Age of Kings DS
- Dragon Booster DS
- Frogger Helmet Chaos DS
- Gentle Brain Exercises
- Ultimate Pocket Games DS
- Ultimate Card Games DS
- Bust-a-Move DS
- Black & White DS
- Disney / Pixar's Cars DS
- Electroplankton
- Jump Super Stars DS
- One Piece DS
- Dragon Ball Z SuperSonic Warriors
- Anaka
- Animal Crossing Wild World
- ASH (Archaic Sealed Heat)
- Adult Brain Training
- Boktai DS
- Bomberman Story
- Blades of Thunder 2 DS
- Bleach DS
- Castlevania Dawn Of Sorrow
- Custom Robo DS
- Children of Mana
- Dynasty Warriors DS
- Dragon Quest Monsters DS
- English Training
- Final Fantasy III
- Fullmetal Alchemist Dual Sympathy
- Final Fantasy Crystal Chronicles DS
- Katamari Damacy DS
- Square-Enix presents Mario Basket 3 vs 3
- Metroid Prime Hunters
- Megaman Battle Network 5 Double Team DS
- Megaman ZX
- Naruto DS
- Project Rub 2
- Pokémon Ranger : Road to Diamond & Pearl *Pokémon Diamond / Pearl
- Resident Evil: Deadly Silence
- Super Monkey Ball: Touch & Roll
- Super Princess Peach DS
- Tamagotchi Corner Shop
- Worms DS
- Wario DS
- Baten Kaitos DS
- Mario Golf DS

## Jocs que emprenNintendo Wi-Fi Connection
- Mario Kart DS (Nintendo)
- Metroid Prime: Hunters (Nintendo)
- Animal Crossing DS (Nintendo)

Nintendo Wi-Fi Connection

- Tony Hawk American Sk8land (Activision)
- Digimon World (Bandai)
- Tenchu DS (Fromsoftware)
- Dinasty Warriors DS (Koei)
- Contact DS (Marvelous Interactive)